# Yannick Toure
Yannick Toure (Dakar, 2000. szeptember 29. –) szenegáli születésű svájci korosztályos válogatott labdarúgó, a Thun csatára kölcsönben a  Young Boys csapatától.

## Pályafutása

### Klubcsapatokban
Yannick Toure a szenegáli fővárosban, Dakarban született. Az ifjúsági pályafutását a svájci SC Burgdorfnál kezdte, majd 2011-ben a Young Boys akadémiájánál folytatta.
2018-ban mutatkozott be az angol Newcastle United U23-as csapatában, ahol 3 év alatt összesen 38 mérkőzésen 9 gólt ért el. 2021-ben visszatért a Young Boys együtteséhez, ahol először a tartalékcsapatban, majd később az első csapatban is debütált. Először a 2021. szeptember 19-ei, Iliria elleni kupamérkőzésen lépett pályára. A ligában a 2021. december 19-ei, Lugano elleni mérkőzésen a 77. percben Jordan Siebatcheu cseréjeként debütált.
2022. január 18-án kölcsönben a másodosztályú Wilhez igazolt. Először január 30-án, a Vaduz ellen 4–4-es döntetlennel zárult mérkőzésen lépett pályára és egyben megszerezte első gólját is a klub színeiben. 2022. július 12-én szintén kölcsönben a Thun szerződtette.

### A válogatottban
Toure Szenegálban született, ám Svájcot képviselte az U15-ös, U17-es és az U20-as korosztályban is.

## Statisztika
2022. október 14. szerint.
| Klub              | Szezon   | Bajnokság        | Bajnokság | Bajnokság | Kupa  | Kupa  | Nemzetközi | Nemzetközi | Összesen | Összesen |
| Klub              | Szezon   | Bajnokság        | Mérk.     | Gólok     | Mérk. | Gólok | Mérk.      | Gólok      | Mérk.    | Gólok    |
| ----------------- | -------- | ---------------- | --------- | --------- | ----- | ----- | ---------- | ---------- | -------- | -------- |
| Young Boys        | 2021–22  | Super League     | 1         | 0         | 1     | 0     | 0          | 0          | 2        | 0        |
| Wil (kölcsönben)  | 2021–22  | Challenge League | 17        | 6         | 0     | 0     | 0          | 0          | 17       | 6        |
| Thun (kölcsönben) | 2022–23  | Challenge League | 9         | 1         | 1     | 1     | 0          | 0          | 10       | 2        |
| Összesen          | Összesen | Összesen         | 27        | 7         | 2     | 1     | 0          | 0          | 29       | 8        |